# جایزه فیلم‌فیر بهترین فیلم
جایزهٔ فیلم‌فیر بهترین فیلم (انگلیسی: Filmfare Award for Best Film) جایزه‌ای است که هرساله به بهترین فیلم هندی منتخب داده‌می‌شود. این جایزه برای اولین بار به فیلم دو هکتار زمین در سال ۱۹۵۴ داده‌شد.